# Prasat Preah Vihear
Prasat Preah Vihear (khmerski: ប្រាសាទព្រះវិហារ; tajlandski: ปราสาทเขาพระวิหาร, Prasat Khao Phra Viharn; što znači „Hram-brdo svetog svetišta”) je hinduistički hram građen za cijele vladavine Kmerskog Carstva (802. – 1431.) na vrhu 525 m visoke litice u planinama Dângrêk, pokrajine Preah Vihear u Kambodži, 140 km sjeverno od Angkora, na samoj granici s Tajlandom. Hram su dugo svojatale obje države, ali je presudom Međunarodnog suda u Den Haagu (ICJ) dodijeljen Kambodži. Po njemu je prozvana istoimena kambodžanska pokrajina, ali i Nacionalni park Khao Phra Wihan koji graniči s Tajlandom.
Prasat Preah Vihear ima najbolji položaj od svih hramova izgrađenih za 600 godina Kmerskog Carstva i s njega se pruža pogled kilometrima preko dolina sa svih strana. Bio je ključan za carski vjerski život i gotovo svi kraljevi su ga donirali i nadograđivali, zbog čega se na njemu može prepoznati više arhtektonskih stilova. Također, za razliku od drugih kmerskih hramskih kompleksa koji su imali kvadratičan tlocrt usmjeren prema istoku, ovaj ima 800 m izdužen tlocrt u osi sjever-jug. 
Uglavnom se sastoji od staze i stuba prema svetištu na brdu koje se nalazi na sjevernom kraju kompleksa, 120 m iznad njegovog južnog kraja, na 626 m nadmorske visine. Kompleks je zapravo simbolično utjelovljenje planine Meru na kojoj stanuju hindu bogovi. Donji dio hrama započinje s pet gopura (portali u obliku hrama) od kojih je svako drugačijeg oblika, ali sa stubištem ispred, tako da je svako na malo višoj razini i svako priječi da se pri usponu vidi samo svetište. Nakon petog portala, na kojemu su ostali tragovi crvene boje kojom je nekada bilo ukrašeno, dolazi se do dvaju dvorišta, jedno iznad drugog, na čijim bokovima su tzv. "knjižnice".
U lipnju 2008. godine je došlo do posljednjeg pograničnog sukoba između Tajlanda i Kambodže koji još uvijek traje, a u kojem je hram Preah Vihear bio u samom središtu.
- Tlocrt hrama Preah Viheara
- Jedan od gopura (ulaza u hram)
- Gornji gopur
- lustracija jedne od "knjižnica"
- Svetište

## Vanjske poveznice
- Presuda međunarodnog suda u Den Haagu o Preah Vihearu  Arhivirana inačica izvorne stranice od 18. rujna 2008. (Wayback Machine)
- Panografije na patrimonium-mundi.org  Arhivirana inačica izvorne stranice od 12. kolovoza 2011. (Wayback Machine)
- Sudnji hram  Arhivirana inačica izvorne stranice od 27. lipnja 2011. (Wayback Machine) - slideshow